# Język yali
Język yali (a. yaly, jaly, jalè), także ngalik północny – język papuaski używany w prowincji Papua w Indonezji, przez członków ludu Yali. Szacunkowo posługuje się nim 30 tys. osób.
Dzieli się na trzy dialekty: angguruk, ninia i pass valley. Spośród nich największą liczbę użytkowników ma angguruk, a zaraz po nim ninia. Są od siebie na tyle odrębne, że publikacje Ethnologue i Glottolog rozpatrują je jako oddzielne języki.
Jest zapisywany alfabetem łacińskim.